# Beckwourth Trail
Beckwourth Trail (auch Beckwourth Emigrant Trail) hieß eine für Planwagen befahrbare Straße über die nördliche Sierra Nevada in Nord-Kalifornien. Die Straße wurde 1851 von James P. Beckwourth, einem Pelzjäger und -händler in der Pionierzeit des Wilden Westens über den ebenfalls nach ihm benannten Beckwourth Pass gebaut und war die damals einfachste Variante des California Trails auf der Goldsucher und Siedler in der Folge des Kalifornischen Goldrauschs von Osten in die Goldfelder Nordkaliforniens gelangen konnten.
Die Straße führte von den Truckee Meadows, der Region um das heutige Reno, Nevada, in die Berge nach Kalifornien, über den Beckwourth Pass und im Westen auf einem Bergrücken zwischen den Armen des Feather Rivers hinunter nach Marysville.

## Verlauf
Der California Trail verlief von den Siedlungsgebieten im Osten der Vereinigten Staaten zum Missouri River, durch die Steppen und Wüsten Kansas und entlang dem North Platte River und seinen Zuflüssen hinauf in die Rocky Mountains. Über den South Pass führte die Route am Großen Salzsee vorbei und am Rand der Wüste des Großen Beckens nach Westen. Hier spaltete sich der Trail in verschiedene Varianten.
Der Beckwourth Trail begann am Truckee River oberhalb des Pyramid Lakes etwa beim heutigen Reno. Von dort verlief er in nordwestlicher Richtung nach Kalifornien und hinauf in die Sierra Nevada, weitgehend auf dem heutigen U.S. Highway US 395 und der Bahnlinie der Western Pacific Railroad. Mit dieser biegt sie nach Westen entlang dem heutigen Kalifornischen Staats-Highway CA-70 über den 1591 m hohen Beckwourth Pass, den niedrigsten Pass über die Sierra.
Westlich des Passes verlief die Route im Sierra Valley am Mittleren Arm des Feather Rivers bis zu Beckwourth eigener Ranch, nahe dem heutigen Ort Beckwourth, wo sie sich entlang dem kleinen Grizzly Creek nach Norden wendete. Dessen Tal folgte die Route aufwärts und über einen kleinen Pass ins benachbarte Genesee Valley und ins Tal des Spring Garden Creek wo sie wieder auf die heutige Führung des CA-70 stieß. Über den Ort Quincy, damals American Valley genannt, führte sie auf dem Bergrücken zwischen dem mittleren (Mid Fork) und dem nördlichen (North Fork) Arm des Feather Rivers über Bucks Lake hinunter nach Oroville und schließlich Marysville, der größten Stadt in den nördlichen Goldfeldern, wo sich Goldsucher und Siedler mit Werkzeug und Geräten ausstatten konnten.

## Geschichte
James P. Beckwourth entdeckte den Pass 1850 und baute die Straße in den Jahren 50 und 51. Finanzieren sollten sie Geschäftsleute aus Marysville, der Bürgermeister der Gemeinde bürgte für die Gesamtsumme. Beckwourth persönlich führte im August 1851 den ersten Siedlerzug über die Berge und in die Stadt, doch als er im Herbst Zahlungen einforderte, war die Stadt wegen zwei Großfeuern nicht zahlungsfähig. In der zweiten Hälfte der 1850er Jahre versuchte er nochmals, die ausstehenden Summen einzutreiben, scheiterte jedoch, weil der damalige Bürgermeister als Zeuge nicht mehr zur Verfügung stand und die Bürgschaft nicht ordnungsgemäß in die Bücher der Gemeinde eingetragen war.
Er ließ sich 1852 im Sierra Valley an seiner Straße nieder und eröffnete eine Ranch mit einem kleinen Hotel und Handelsstation zur Versorgung der Reisenden und dem Handel mit den Indianern der Region. Ende 1858 verließ er Kalifornien und ging nach Missouri und später Colorado.
Ein Teil seiner Straße wurde in den 1880er Jahren als Route für eine Schmalspurstrecke der Sierra Valley and Mohawk Valley Railroad ausgewählt, 1905 baute die Western Pacific Railroad eine weitere Strecke parallel. Die Eisenbahn verläuft von Osten kommend bis etwa zu Beckwourths Ranch entlang dem Trail, hält sich dann aber westlicher und später nördlicher, wo sie im Feather River Canyon  über aufwändige Brücken- und Viaduktbauten führt. Weitgehend parallel der Eisenbahn verläuft heute die CA-70.
Zwischen Quincy und Oroville ist die Route des Beckwourth Trails als Schotterstraße erhalten, der Abschnitt entlang dem Grizzly Creek und dem Genesee Valley ist heute nicht mehr vorhanden.